# قائمة زملاء الجمعية الملكية المنتخبين في 1805
هذه الصفحة تعرض قائمة زملاء الجمعية الملكية المُنتخبين لعام 1805.

## الزملاء
- Stephen Peter Rigaud [الإنجليزية]‏
- John Cust, 1st Earl Brownlow [الإنجليزية]‏
- Frederick Hervey, 1st Marquess of Bristol [الإنجليزية]‏
- Joseph Whidbey [الإنجليزية]‏
- Robert Ferguson of Raith [الإنجليزية]‏
- Sir John Barrow, 1st Baronet [الإنجليزية]‏
- Nathaniel Dimsdale [الإنجليزية]‏
- Sir William Cusack-Smith, 2nd Baronet [الإنجليزية]‏
- Edward Loveden Loveden [الإنجليزية]‏
- Wilbraham Tollemache, 6th Earl of Dysart [الإنجليزية]‏
- William Babington (physician) [الإنجليزية]‏
- Sir Edward Winnington, 2nd Baronet [الإنجليزية]‏
- إدوارد رادج
- توماس أندرو نايت